# Angra Casey

A angra Casey ou baía Casey é uma angra ou baía preenchida de gelo no ponto final da Geleira Casey, entre o Ponto Miller e o Cabo Walcott, na costa leste da Terra de Palmer, na Antártida. Foi fotografada do ar por Sir Hubert Wilkins em 1928, por Lincoln Ellsworth em 1935 e pelo United States Antarctic Service (Serviço Antártico dos Estados Unidos) (USAS) em 1940. Mapeada pelo Falkland Islands Dependencies Survey (Serviço de Dependências das Ilhas Falkland) (FIDS) em 1947. A angra tomou seu nome da Geleira Casey.
 Este artigo incorpora material em domínio público  de United States Geological Survey   , documento "Angra Casey" (conteúdo do Geographic Names Information System).